# Reichsjustizamt

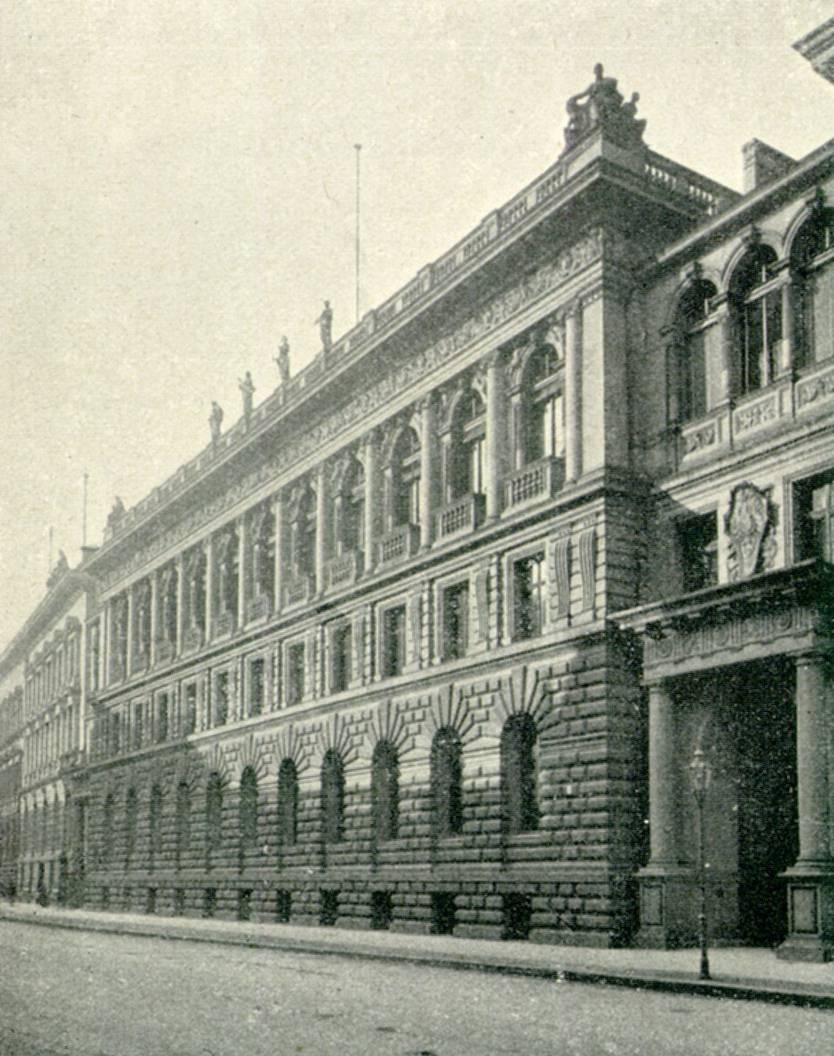
Gebäude des Reichsjustizamtes

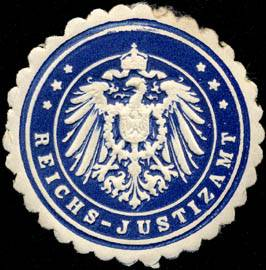
Siegelmarke des Reichsjustizamtes

Das Reichsjustizamt war im Deutschen Kaiserreich die oberste Behörde der Justiz. Es wurde 1875 als Abteilung IV in der Reichskanzlei eingerichtet und am 1. Januar 1877 selbständig.
Es unterstützte die Reichsleitung, den Reichstag und den Bundesrat beim Gesetzgebungsprozess. In seinen Geschäftsbereich fielen das Reichsgericht, die Oberreichsanwaltschaft und das Kaiserliche Patentamt. Die Verwaltung der übrigen Gerichte und Justizbehörden war hingegen Aufgabe der Bundesstaaten. Dem Reichsjustizamt stand ein Staatssekretär vor.

## Entwicklung, Aufbau und Organisation
Die entscheidenden Planungen für das Reichsjustizamt wurden unter dem Vizekanzler Rudolph von Delbrück vorbereitet. Der Reichstag befasste sich mit der Gründung des Reichsjustizamtes durch die Beratungen für den Reichshaushalt von 1875. Die entsprechende Debatte im Reichstag fand am 1. Dezember 1874 statt. Der Haushaltstitel für das Reichsjustizamt wurde mit Mehrheit gebilligt.
Bei weiteren Beratungen im Reichstag am 7. November 1876 ging es um den Status eines selbständigen Reichsjustizamtes als oberste Reichsbehörde. Hier war vor allem die Leitung des Amtes durch einen Staatssekretär hervorgehoben. Aber die Geschäftsgänge liefen vorerst weiter über den Präsidenten des Reichskanzleramtes, wobei auch die Vorlagen für den Bundesrat betroffen waren.
Das Reichsjustizamt hatte in dieser Anfangsphase nur eine geringe Personalausstattung. Neben dem Direktor gab es vier vortragende Räte und zwei „Hilfsarbeiter“, daneben vier Sekretäre, Kalkulatoren und Registratoren. Weitere Personalausgaben wurden über einen Dispositionsfonds durch den Staatssekretär kontrolliert, wodurch er Hilfsschreiber, Kanzleisekretäre und Hilfsarbeiter anwerben konnte.
Den ersten Geschäftsplan für die anstehenden Aufgaben legte der erste Leiter im bisherigen preußischen Justizministerium, Unterstaatssekretär Heinrich Friedberg, dar, als es um die Gelder der Reichsjustizverwaltung am 14. März 1877 in den Beratungen im Reichstag ging. Die personellen Fragen seien auch insoweit geklärt, weil sich Juristen aus Sachsen, Bayern, Württemberg und Preußen zur Mitarbeit bereit erklärt hätten.
In der Justizverwaltung des Reiches stand das Reichsjustizamt im Spannungsfeld zu den Justizverwaltungen der Bundesstaaten, die durch den Bundesrat gestützt wurden. Eine ähnliche Entwicklung hatte es für die Reichsfinanzverwaltung gegeben, die sich auch Schritt für Schritt zu einer übergeordneten Instanz über die Einrichtungen der Bundesstaaten erheben konnte. Somit bildete im Anfang der Schwerpunkt der Arbeit des Reichsjustizamtes die Herausbildung der Reichsjustizgesetze.
Das Reichsjustizamt hatte seinen Sitz in Berlin in der Voßstraße 4–5 in einem von Oberbaurat Mörner in den Jahren 1877 bis 1880 errichteten Gebäude mit drei Stockwerken. Im Untergeschoss befand sich die Bibliothek, die nach der Bibliothek von San Marco in Venedig errichtet wurde. Im ersten Stockwerk wurden die Büroräume eingerichtet. Im Obergeschoss waren die Wohnung des Staatssekretärs und Empfangsräume für Besucher.
Der letzte Chef des Reichsjustizamtes, Paul von Krause, wurde am 13. Februar 1919 seines Amtes enthoben. Es folgte der Staatssekretär im Reichsjustizamt Otto Landsberg (1869–1957). Mit Gründung der Weimarer Republik ging 1919 aus dem Reichsjustizamt das Reichsministerium der Justiz hervor. Otto Landsberg wurde auch erster Reichsjustizminister im Kabinett Scheidemann.

## Liste der Staatssekretäre
| Staatssekretäre des Reichsjustizamtes | Staatssekretäre des Reichsjustizamtes | Staatssekretäre des Reichsjustizamtes | Staatssekretäre des Reichsjustizamtes |
| Name (Lebensdaten)                    | Amtsantritt                           | Ende der Amtszeit                     |                                       |
| ------------------------------------- | ------------------------------------- | ------------------------------------- | ------------------------------------- |
| Heinrich Friedberg (1813–1895)        | 21. Dezember 1876                     | 30. Oktober 1879                      |                                       |
| Hermann von Schelling (1824–1908)     | 19. November 1879                     | 31. Januar 1889                       |                                       |
| Otto von Oehlschläger (1831–1904)     | 19. Februar 1889                      | 2. Februar 1891                       |                                       |
| Robert Bosse (1832–1901)              | 2. Februar 1891                       | 24. März 1892                         |                                       |
| Eduard Hanauer (1829–1893)            | 2. April 1892                         | 30. April 1893                        |                                       |
| Rudolf Arnold Nieberding (1838–1912)  | 11. Juli 1893                         | 25. Oktober 1909                      |                                       |
| Hermann Lisco (1850–1923)             | 25. Oktober 1909                      | 5. August 1917                        |                                       |
| Paul von Krause (1852–1923)           | 7. August 1917                        | 13. Februar 1919                      |                                       |